# Predator: Killer dei Killer
Predator - Killer dei Killer (Predator: Killer of Killers) è un film collettivo d'animazione del 2025 diretto da Dan Trachtenberg e co-diretto da Joshua Wassung.
Il film, che combina elementi di fantascienza, azione e horror, è il sesto lungometraggio e l'ottava opera complessiva del franchise di Predator, nonché il primo film d'animazione della saga.
Sviluppato segretamente da Trachtenberg dopo il successo del film Prey (2022), la pellicola è stata annunciata ufficialmente nell'aprile 2025. Il film è stato realizzato con animazioni curate da The Third Floor ed è uscito su Hulu e Disney+ il 6 giugno 2025, ricevendo un'accoglienza positiva da parte della critica.

## Trama
Il lungometraggio cinematografico copre i tre momenti storici e una quarta era, risalente a un periodo di tempo indeterminato.

### Lo scudo
Nella Scandinavia dell'anno 841, la feroce guerriera vichinga Ursa guida il suo giovane figlio Anders e il loro clan in una spedizione per distruggere i Kriviči e il loro spietato capo Zoran, responsabile della morte del padre di Ursa. I vichinghi massacrano il clan di Zoran e Ursa lo affronta nella sua fortezza. Zoran rimprovera Ursa prima che Anders lo uccida. Subito dopo la battaglia, un Predator tende un'imboscata al gruppo, massacrando uno a uno i membri del clan di Ursa e ferendo gravemente Anders. Ursa riesce a sconfiggere e uccidere il Predator dopo un brutale scontro, ma purtroppo Anders soccombe alle ferite e muore tra le braccia disperate di sua madre.

### La spada
Nel Giappone feudale del 1609, i fratelli Kenji e Kiyoshi Kamakami, figli di un signore della guerra samurai, ricevono l'ordine di fare un duello per determinare il successore. Kenji si rifiuta di combattere, ma Kiyoshi lo attacca e lo sconfigge; Kenji fugge. Vent'anni dopo, Kiyoshi è diventato signore della regione, mentre Kenji ha vissuto in esilio come shinobi. Kenji torna per affrontare il suo viscido fratello, ignaro che un Predator gli stia dando la caccia. Si infiltra nel castello del fratello e sconfigge Kiyoshi in un duello di spade. Dopo che Kiyoshi cade nel fossato del castello, il Predator tende un'imboscata a Kenji. Kenji fugge e salva Kiyoshi, ferito. i fratelli uniscono le forze e riescono a uccidere il Predator, ma Kiyoshi muore.

### Il proiettile
Nel 1942, John J. Torres viene arruolato nella Marina degli Stati Uniti d'America come pilota di caccia sotto il comando del capitano Vandy. Durante la battaglia dell'Oceano Atlantico, il suo squadrone indaga su un misterioso aereo che ha distrutto un'altra unità. Torres, costretto a terra a causa di un guasto, scopre che l'aereo è una navicella spaziale dei Predator. Prendendo un aereo da caccia malconcio, tenta di avvertire gli altri, ma arriva troppo tardi. Il Predator annienta il suo squadrone finché non rimangono solo lui e Vandy. Vandy si sacrifica per guadagnare tempo per Torres, che supera in astuzia il Predator e lo inganna, inducendolo ad autodistruggersi. Qualche tempo dopo la fine della seconda guerra mondiale, mentre lavora nel suo garage, Torres viene rapito da un'altra astronave dei Predator.

### Epilogo
Torres si risveglia in una cella insieme alla vichinga Ursa e il samurai Kenji, tutti e tre in animazione sospesa dai Predator. Vengono portati in un'arena su un mondo alieno e presentati a un sadico e feroce Predator signore della guerra, soprannominato da Ursa come il "Grendel King". Questi ordina loro di combattere fino alla morte e il vincitore lo affronterà. Ursa inizialmente attacca Torres e Kenji, ma questi la convincono a unire le forze e a fuggire. Il Grendel King scatena un'enorme bestia aliena nell'arena che inghiotte Torres. Ursa e Kenji uccidono la creatura e Torres fugge. Sale su un hoverbike e i tre fuggono verso la nave del Grendel King.
Ursa e Kenji combattono contro il Grendel King mentre Torres prepara la nave per il lancio. Usa i motori per far esplodere il leader dei Predator. Nel disperato tentativo di fuga, un arpione colpisce e ancora la nave, mentre il braccio destro di Kenji viene strappato via. Ursa scivola lungo il cavo dell'arpione, distrugge il lanciatore e si lascia catturare di nuovo in modo che Torres e Kenji possano riuscire a fuggire. Dopo la sua cattura, il Grendel King ordina una caccia ai due fuggitivi, mentre Ursa viene rimessa in animazione sospesa e tenuta prigioniera insieme agli altri, tra cui Naru, Dutch Schaefer e Mike Harrigan.

## Produzione
Nel 2024, il presidente di 20th Century Studios Steve Asbell ha rivelato che Dan Trachtenberg stava lavorando segretamente a un film animato legato al franchise di Predator, prodotto parallelamente al prossimo film Predator: Badlands. Il film, intitolato Predator: Killer of Killers, è stato ufficialmente annunciato nell’aprile 2025, con un cast vocale composto da Lindsay LaVanchy, Louis Ozawa, Rick Gonzalez e Michael Biehn. Le musiche sono state composte da Benjamin Wallfisch, alla sua prima esperienza con un film d'animazione.

## Distribuzione
Il film è stato distribuito negli Stati Uniti su Hulu il 6 giugno 2025, e a livello internazionale su Disney+, attraverso il marchio Star.
Il 25 luglio 2025 è stata distribuita una versione aggiornata del film, includente un finale alternativo con nuovi cameo.

## Accoglienza
Il film ha ricevuto recensioni generalmente positive dalla critica; su Rotten Tomatoes il film ha ottenuto un indice di gradimento del 95% sulla base di 105 recensioni; su Metacritic il voto medio di 18 critici è di 78/100.